# Liste der diplomatischen Vertretungen in Burundi

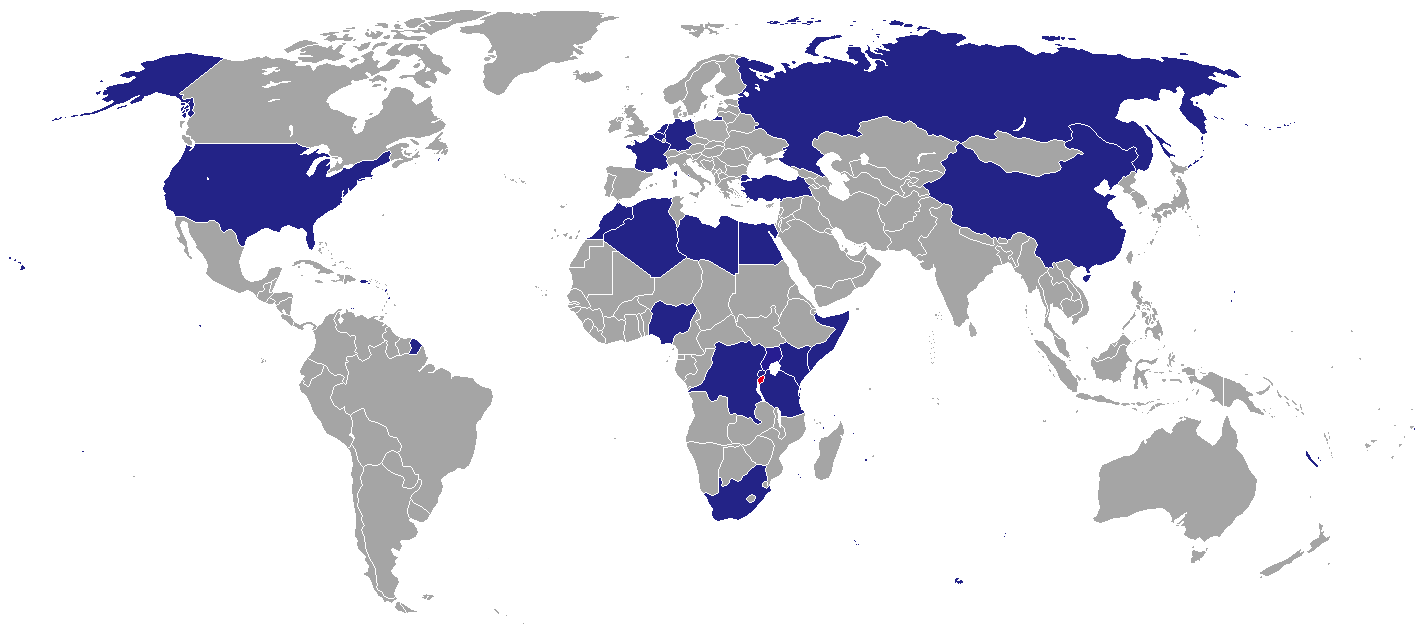
Staaten mit einer Botschaft in Burundi

Die Liste der diplomatischen Vertretungen in Burundi führt Botschaften und Konsulate auf, die im afrikanischen Staat Burundi (Stand 2019).

## Botschaften in Burundi
20 Botschaften sind in Burundis Hauptstadt eingerichtet (Stand 2019).

### Staaten
| - Algerien: Botschaft - Belgien: Botschaft - Brasilien: Botschaft - Volksrepublik China: Botschaft - Demokratische Republik Kongo: Botschaft - Kuba: Botschaft - Ägypten: Botschaft - Frankreich: Botschaft - Deutschland: Botschaft - Kenia: Botschaft | - Libyen: Botschaft - Niederlande: Botschaft - Nigeria: Botschaft - Russland: Botschaft - Ruanda: Botschaft - Südafrika: Botschaft - Somalia: Botschaft - Tansania: Botschaft - Türkei: Botschaft - Uganda: Botschaft - Vereinigte Staaten: Botschaft |

### Vertretungen Internationaler Organisationen
- Vatikanstadt: Botschaft